# 飛躍霓裳
《飛躍霓裳》（英語：A Friend in Need）是香港電視廣播有限公司製作的電視連續劇，全劇共20集，由梅小青監製，以新一代年青人的成長過程為故事題材，主要演員包括戚美珍、羅慧娟、黎明、邵仲衡、任達華等，於1988年4月18日晚上7時10分在翡翠台首次播出。

## 製作
《飛躍霓裳》（台灣劇名：飛躍1989）是一部展示新一代年青人成長過程的青春寫實劇，起用年輕演員擔當主演，主題曲〈你愛的一個無名氏〉和插曲〈既是朋友〉均由顧嘉輝作曲、向雪懷填詞、溫兆倫主唱，分別收錄溫兆倫的個人音樂專輯《沒有你之後》及《戀愛故事》。

## 劇情大綱
生於基層家庭的林欣（羅慧娟飾）讀書一向名列前茅，卻於高級程度會考意外失手而未能升讀大學，遂投身社會，在時裝製衣公司工作。欣的上司姜舜苓（戚美珍飾）工作能幹，對初出茅廬的欣照顧有加，讓她在公司學習時裝設計，欣視之為恩師。方浩明（邵仲衡飾）是欣要好的男朋友，正在就讀大學，與投身社會的欣產生了隔膜，並與欣考進大學的好友阮潔莊（梁珮玲飾）交往甚密，二人後來奉子成婚。欣非常傷心，鄰居關學文（黎明飾）前來開解她，原來學文對欣早有愛意，但由於性格內向，一直不敢向欣表白，最後更遠走加拿大。
欣在工作上認識了上司舜苓的攝影師男友夏祖蔭（任達華飾），三人在工作上並肩作戰，舜苓其後因工作上被打壓而帶同欣與祖蔭另起爐灶。自從舜苓自立門戶後，被舊公司施手段打壓，新公司陷入財政危機，舜苓更不惜以肉體換取訂單，後來被祖蔭發現對她鄙視，與她分手，祖蔭同時追求欣。欣與祖蔭墮入愛河，卻被舜苓誤會她橫刀奪愛，而欣亦與舜苓在工作上出現分歧，舜苓更在工作上處處留難欣，最終欣接受舊公司邀請，坐上舜苓以前的崗位，被舜苓視為背叛。舜苓事業愛情皆失意，更認定欣害死她患有精神病的母親，於是向欣報復，更牽連欣的兄妹。
祖蔭與欣交往後性格不合，適值欣家中正處多事之秋，祖蔭却獲得機會到非洲拍攝特輯，並要求欣同往。欣認為祖蔭不能體諒她處境，決定與他分手。舜苓為向欣報復，陷害欣兄長林偉（詹秉熙飾）令他欠下巨債，偉向舜苓報復令她毀容，而偉亦因傷人入獄。此事後，舜苓與欣決定不再為之前的恩怨糾纏，作出和解。因公司改組，欣負責的設計部被合併，雖然欣被升為設計顧問，但覺得公司不再重視時裝設計，遂決定辭職。事業和愛情皆失意的欣，重遇由加拿大回港的學文。這時候，欣發現一直以來默默支持自己的學文，才是自己的理想對象。

## 演員與角色
以下是《飛躍霓裳》的主要演員及其所飾演的角色：
- 羅慧娟 飾 林欣，是一個果敢堅強，好學上進的角色，她從小為母親所不喜，但仍處亢忍讓，終獲諒解，曾在工作、愛情遇到挫折，最後終能找到幸福。
- 黎明 飾 關學文，是一個敦厚穩重，熱心助人的角色，成熟而富有責任感，起初視林欣為妹妹，後來不知不覺地愛上她。
- 戚美珍 飾 姜舜苓，是一個典型的女強人，精明能幹，自信圓滑，她的身世有不足為外人道之處，做事但求成功而不擇手段，終自食其果。
- 任達華 飾 夏祖蔭，是一個留學外國的攝影師，外表風流倜儻，溫文爾雅，性格洋化不羈，浪漫唯美，曾與姜舜苓及林欣發生感情。
- 邵仲衡 飾 方浩明，是一個自尊心及好勝心強的大學生，原本是林欣的男朋友，後來與林欣的好友阮潔莊一時衝動發生關係而草草成婚，但卻不能忘懷林欣。
- 梁珮玲 飾 阮潔莊，是一個溫淳可愛，天真樂觀的角色，與林欣的男朋友方浩明發生關係，對林欣歉疚不已，後來與方浩明離婚收場，在林欣的協助下才能獨立起來。
- 陳雅倫 飾 林虹，林欣的妹妹，性格活潑開朗，後來被姜舜苓利用為對付林欣的工具，發覺真相後大受打擊。
- 詹秉熙 飾 林偉，林欣的哥哥，他是家中長子，受到母親寵愛，性格自大又自卑，志大才疏，常埋怨懷才不遇，因愛走捷徑而經常弄到焦頭爛額。
- 蘇杏璇 飾 陳彩，林欣的母親，對林欣有偏見，溺愛林偉，性格橫蠻無知但堅忍剛強，獨力養大三名子女。
- 蘇永康 飾 余創世，是一個真誠、愛熱鬧、愛朋友的角色，對林虹一往情深，鍥而不捨，終感動林虹，二人一起遠赴外國。
- 羅蘭 飾 姜舜苓母親